# Sainte-Soline
Sainte-Soline [sɛ̃t sɔlin] ist eine französische Gemeinde mit 345 Einwohnern (Stand 1. Januar 2022) im Kanton Celles-sur-Belle im Département Deux-Sèvres in der Region Nouvelle-Aquitaine. Nach der Stadt wählte die Schriftstellerin Claire Sainte-Soline ihr Pseudonym.

## Geografie
Sainte-Soline liegt in der historischen Landschaft Poitou, etwa 39 Kilometer östlich der Stadt Niort. Nachbargemeinden sind Rom und Vançais im Norden, Vanzay und Messé im Osten, Sauzé-entre-Bois im Südosten, Clussais-la-Pommeraie im Süden sowie Saint-Coutant und Lezay im Westen.
Der Hauptort befindet sich im Westen des Gemeindegebietes am Fluss Dive, an der Departementsstraße D15 von Lezay nach Vanzay. Zwischen Lezay und Sainte-Soline stehen mehrere kleine Wälder (Bois du Chapitre, Bois de la Drouille). Im Nordosten der Gemeinde liegen die übrigen Ortschaften Asnières, Bonneuil und Verrines.

## Einwohnerentwicklung
| Jahr      | 1962 | 1968 | 1975 | 1982 | 1990 | 1999 | 2006 | 2009 |
| --------- | ---- | ---- | ---- | ---- | ---- | ---- | ---- | ---- |
| Einwohner | 602  | 544  | 445  | 414  | 376  | 367  | 399  | 367  |

## Sehenswürdigkeiten

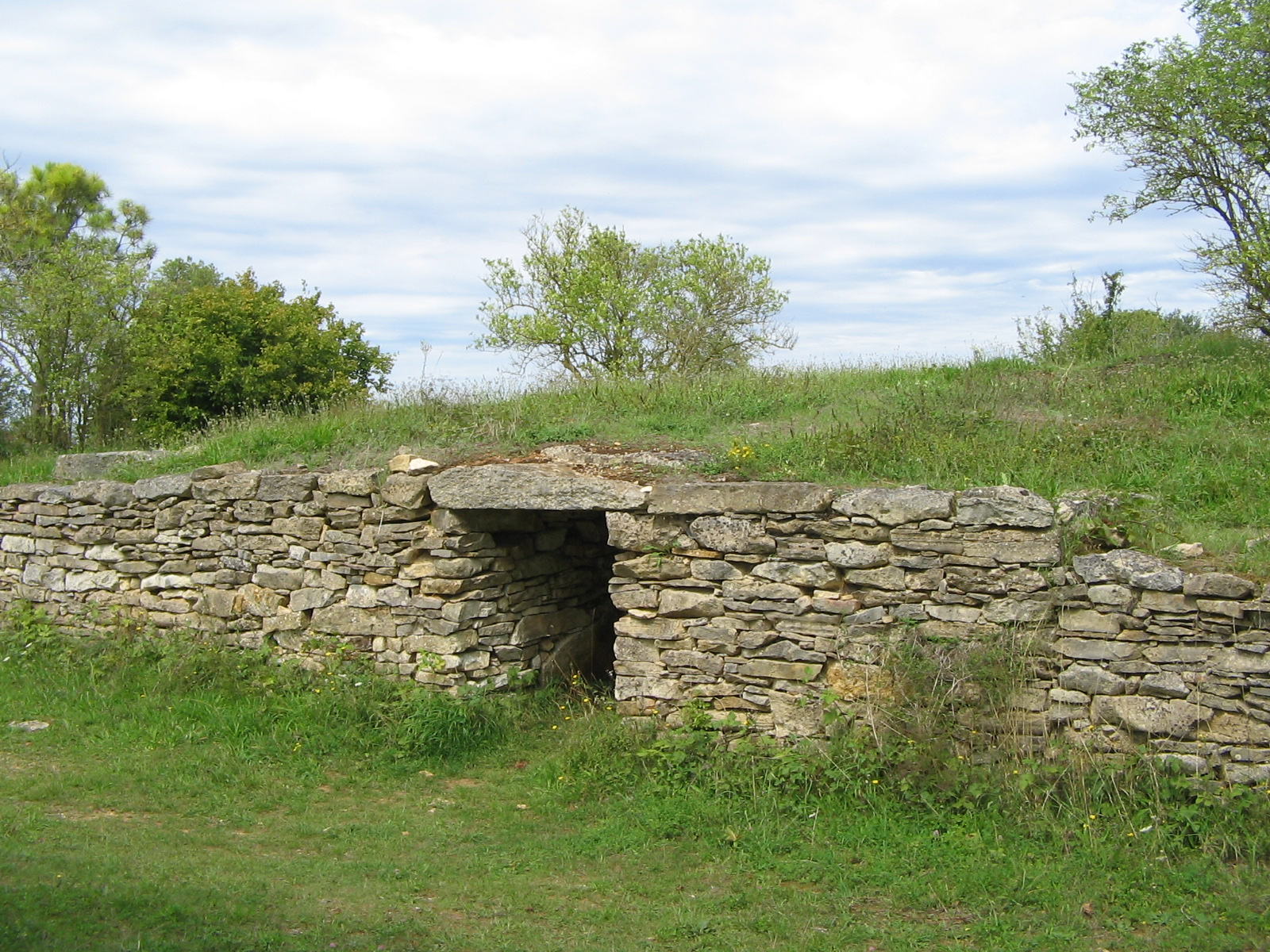
Tumulus du Montioux

- Kirche Saint-Maixent (12. Jahrhundert), Monument historique seit dem 5. November 1907[1]
- Tumulus du Montioux, prähistorischer Grabhügel, Monument historique seit dem 11. August 1986[2]
- Kapelle Notre-Dame in Bonneuil[3]
- Ehemaliges Kloster (12. Jahrhundert) nördlich von Bonneuil[4]
- Viele Lavoirs, Brunnen und Backöfen
- Alte Römerstraße (Chemin des romains)

## Bau eines Wasserrückhaltebeckens ab 2022
Seit 2022 kam es in Sainte-Soline wiederholt zu massiven Protesten von Umweltschützern, die in ganz Frankreich Beachtung fanden, gegen den Bau von sogenannten mégabassines, ausgedehnten künstlichen Wasserspeicherbecken, in denen Wasser (Regenwasser sowie aufgepumptes Grundwasser und Wasser aus naheliegenden Bächen) für landwirtschaftliche Nutzung in trockenen Jahresperioden gespeichert werden soll. 16 Becken sollten im Einzugsbereich des Flusses Sèvre Niortaise entstehen und das größte davon war für Sainte-Soline (mit einer Fläche 16 Hektar) geplant. Kritiker dieser groß dimensionierten Speicherbecken monierten, dass damit weiterhin eine agrarindustrielle Landwirtschaft mit Wasserverschwendung gefördert werde (beispielsweise für den großflächigen Maisanbau), anstatt vor dem Hintergrund des Klimawandels und zunehmender Trockenheitsprobleme in eine wassersparende nachhaltige Landwirtschaft zu investieren. Am 24. März 2023 wurden mehr als 3200 Polizisten am Ort zusammengezogen, um den vom 24. bis 26. März 2023 erwarteten 10.000 Demonstranten zu begegnen. Die Veranstalter sprachen von 30.000 Teilnehmenden, die Polizei von 6.000. Die Proteste mischten sich zum Teil mit allgemeiner Unzufriedenheit über die Regierungspolitik im Kontext der unpopulären geplanten Rentenreform in Frankreich 2023. Es gab Verletzte, darunter 24 Polizisten. Im Juli 2024 kam es trotz Verbot der Präfekturen zu Demonstrationen in Melle und in La Rochelle, von dessen Hafen aus Getreide aus der betroffenen Region in den Export geht.